# Calyptogena fortunata
Calyptogena fortunata is een tweekleppigensoort uit de familie van de Vesicomyidae. De wetenschappelijke naam van de soort is voor het eerst geldig gepubliceerd in 2011 door Okutani, Kojima, Kawato, Seo & Fujikura.